# Chaîne de lettres
Ne doit pas être confondu avec Chaîne de caractères.

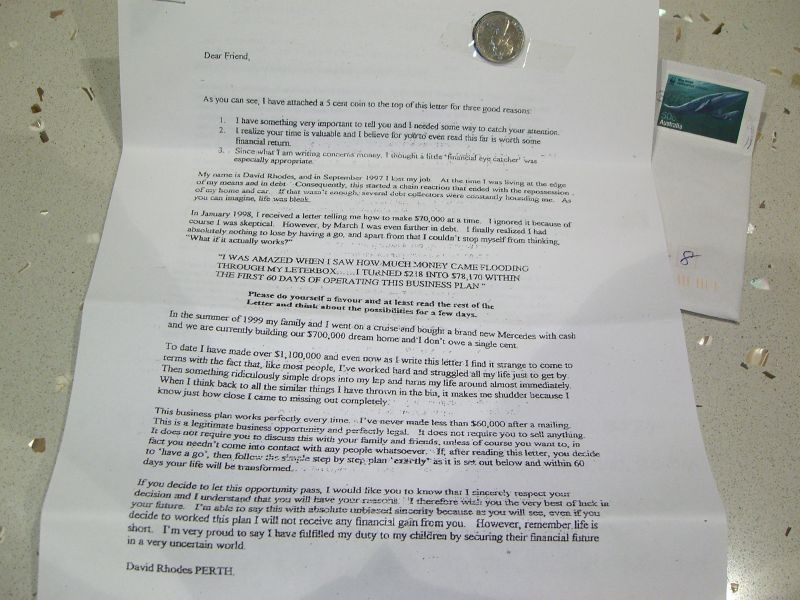
Exemple de lettre d'un chaîne, reçue en Australie en 2006. Noter la pièce de 5 cents australiens scotchée en haut à droite.

Une chaîne de lettres est un courrier (postal ou électronique) demandant au destinataire d'en envoyer une copie à chacun de ses proches ou s'il ne l'envoie pas, un « malheur » lui arrivera. Parfois même, on fait miroiter la possibilité de recevoir un cadeau ou une somme d'argent. Le processus se réitère ainsi de suite et peut se propager loin dans le temps et l'espace géographique, selon un effet boule de neige. C'est le moyen le plus fréquemment utilisé pour favoriser la propagation de canulars. Dans le cas des canulars propagés par voie électronique, on parle de canular informatique.
Les auteurs de « chaînes de lettres » misent principalement sur la naïveté des gens.

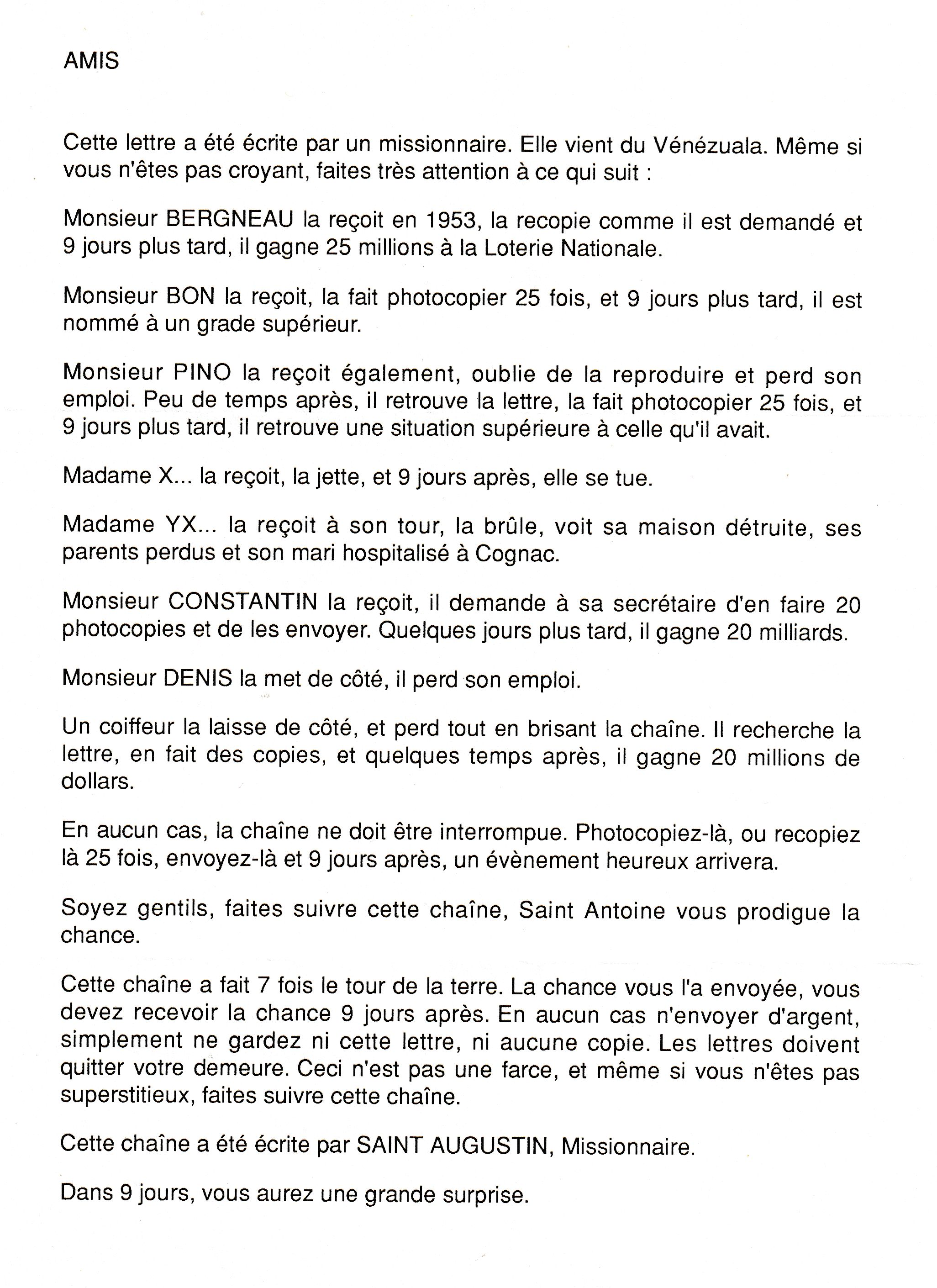
Exemple de chaîne de lettres reçue dans la Somme, en France en 1990

## Histoire

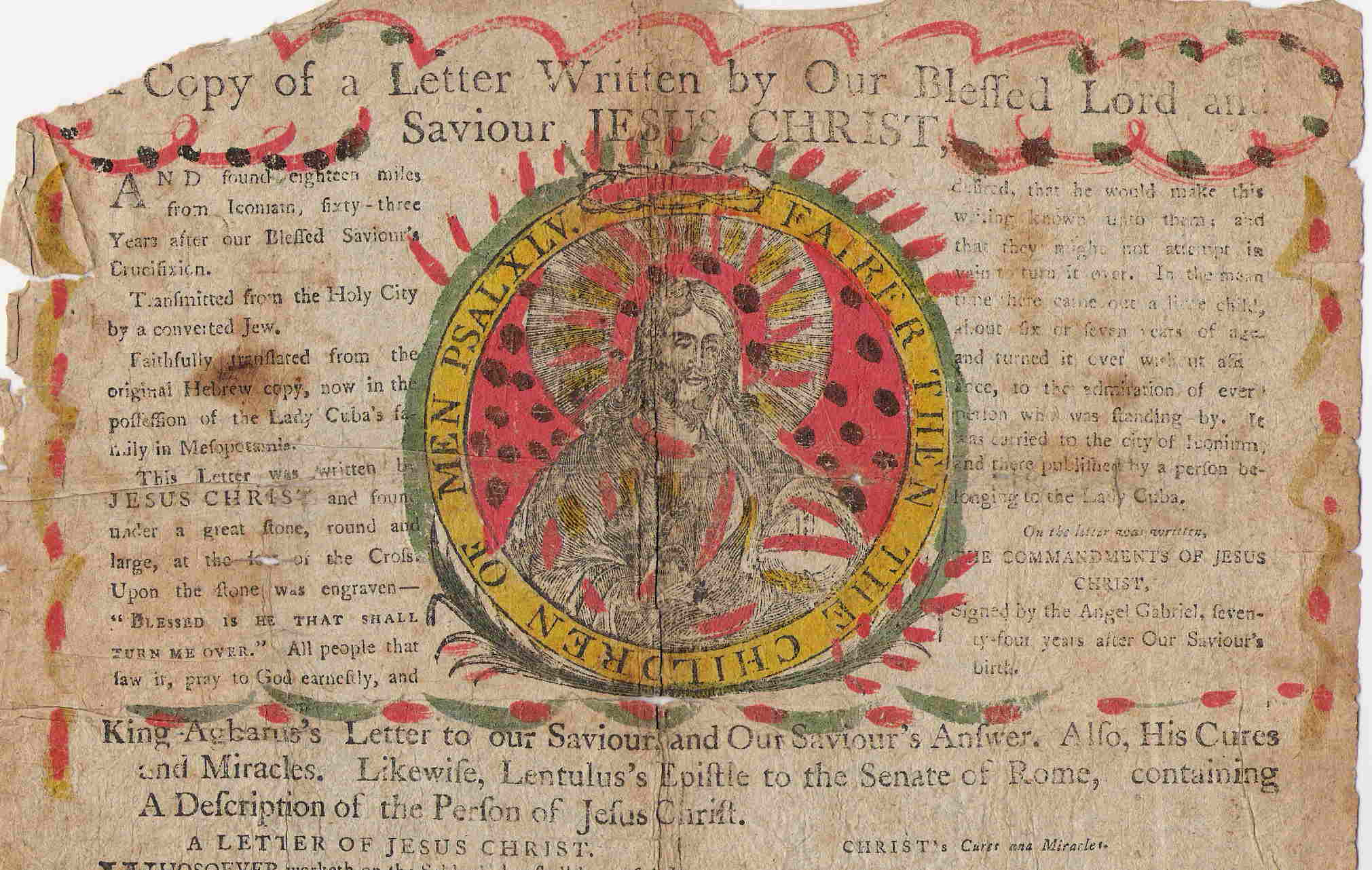
Début d'une Lettre du Ciel, Angleterre, XIVe siècle

La pratique des chaînes de lettres est apparue bien avant l'usage du courrier électronique. Les Lettres du Ciel, premières chaînes connues remontent au Moyen Âge et sur des motifs religieux incitaient le destinataire à faire copie et envoi de la lettre reçue.
Le phénomène des chaînes de lettres s'est fortement développé au tournant du XXe siècle sur des motifs variés et connait un fort regain avec l'apparition du courrier électronique.

## Contenu
Il varie grandement selon le cas.
La lettre-chaîne traite d'un sujet qui touche (la maladie) ou qui suscite l'intérêt (photos de paysages, humour, anecdotes invérifiables, cadeau, gain après transfert d'argent d'un compte à un autre, etc.), de manière à faire pression sur le lecteur pour qu'il la transmette.
Dans le premier cas, il s'agit souvent d'un glurge ; dans le second, d'une arnaque.
Occasionnellement, des menaces sont insérées à la fin du texte pour accentuer la pression sur le lecteur, du type « si tu n'envoies pas ce courrier à tous tes contacts, ce petit garçon viendra te hanter et te tuer. Quelqu'un ne l'a pas fait dernièrement, et le petit garçon est venu le hanter et le tuer. Alors fais-vite, si tu ne veux pas mourir ».

## Apport ducourriel
La généralisation du courriel a grandement contribué à l'expansion du phénomène, car quelques manœuvres simples (principalement transmettre, en anglais forward) permettent d'envoyer aisément un même courriel à un carnet d'adresses entier. L'envoi de lettres étant au contraire plus fastidieux (réalisation des copies, coût des copies et de l'envoi...), il est de moins en moins répandu.
Le principal but d'une chaîne informatique est de récupérer des adresses internet pour leur envoyer du spam, ou de transmettre des pubs virales, des logiciels malveillants (en anglais malware), de la propagande.

## Conséquences
Engorgement du web, perte de temps, d'énergie, de stockage, détournement d'attention de problèmes réels, désinformation...

## Conduite recommandée
- Supprimer le fichier, ou le dénoncer comme spam à l'expéditeur. Voir aussi l'article lutte anti-spam.
- Avant de transférer éventuellement un tel courrier :
  - vérifier la validité de l'information sur un site web spécialisé, par exemple en français HoaxBuster, ou en anglais Snopes ;
  - respecter la netiquette ;
  - vérifier l'utilité de la démarche ;
  - placer les adresses dans le champ CCI (copie conforme invisible) ou BCC (en anglais) pour éviter la collecte d'adresses.